# 松井大輔
松井大輔（1981年5月11日—），日本足球運動員，現效力日丙球隊YSCC橫濱，司職中場，前日本國家足球隊成員。

## 球會生涯
松井大辅早在读高中时就到法国巴黎圣日耳曼短期留学，之后还前往巴西，在巴西前国脚约金霍所开办的足球学校里留学。
2000年高中毕业的松井大辅加盟了日职联赛球队京都不死鸟，第二个赛季还没有打上主力的他就随球队降级。此后的一个赛季京都不死鸟队升级成功，2002年松井大辅帮助球队获得联赛第六名和天皇杯冠军。不过到了2003年京都不死鸟再次降级。
2001年赛季帮助球队夺得日乙联赛冠军，升入日职联赛。2002年赛季帮助京都不死鸟获得天皇杯冠军。在2002年5月份举行的法国土伦杯比赛中，他也获得了最有价值球员。
2004年9月份被临时租借到当时还属于法乙球队勒芒，他在该队曾打进了3粒入球，并5次入选周赛最佳阵容，并帮助球队晋级法甲联赛，本赛季他与俱乐部签订了3年合约。
2008年1月16日，在法国联赛杯赛事中，松井大辅打进全场唯一进球，帮助勒芒淘汰联赛豪门里昂。
松井大辅离开勒芒加盟圣埃蒂安，赛季结束后，两队同以40分分列倒数第四和第五，保住了法甲联赛席位。
去年夏天勒芒其实非常希望能够留住松井，可松井大辅却放弃了勒芒，转投到圣埃蒂安。
最终松井大辅来到圣埃蒂安后，他发现自己根本不在主帅鲁塞的主力名单中，鲁塞下课时，圣埃蒂安主席批评了几名球员，松井大辅就是其中之一，不过在新帅佩兰上任后，松井大辅的情况有所好转，但他依然无法成为主力，整个赛季22场首发7次替补仅进1球，去年他打满了全部38场法甲比赛，打进5球还有5次助攻。
2008年11月，随着圣埃蒂安新主帅佩兰的上任，出场机会更是十分少。赛季结束后，松井加盟当时的另一支法甲球队格勒诺布尔。他就为打进四粒进球，但球队在该赛季排名最后一名，不幸降级。
效力于法国格勒诺布尔的日本国脚松井大辅即将加盟俄超联赛的托木斯克。当天，两家俱乐部间以松井转会金额进行了最后协商，最终双方同意松井以租借方式转会，租期3个月，合约中一并包括未来一定条件下的完全转会条款。下周早些时间，双方俱乐部将正式宣布松井大辅的转会消息。
日本球员松井大辅自由转会至本赛季法甲升班马第戎，这是他继勒芒、圣埃蒂安、格勒诺布尔之后效力的第四家法甲俱乐部。
和第戎合同到期后，松井大輔离开法国，转战保加利亚联赛，与索非亚斯拉维亚签订一年合同。
波兰甲的格但斯克莱吉亚官方宣布前日本国脚中场松井大辅自由转会加盟，球队与他签订为期1年的合同并有优先续约权。松井大辅自6月下旬起便在格但斯克莱吉亚试训，并最终通过。
2014年，松井大辅回到日本，加盟了日职联赛劲旅磐田喜悦 ，首个赛季各项赛事出场多达36次并打入6球。接下来的两个赛季，他均有22次出场，分别打入3球与1球。
然而就在2017赛季开始之前，松井大辅拒绝跟磐田喜悦续约，而是选择再度前往欧洲踢球，他转会至波兰乙级联赛的奥德拉奥波莱。
不过在波乙征战了半个赛季后，松井大辅于2018年初回到日本，加盟了日乙联赛的横滨FC。更多时候他就像身边的三浦知良一样扮演着球员兼助教的角色。
日职球队横滨FC宣布队内老将、日本前国脚松井大辅加盟越南球队西贡足球会。

## 國家隊生涯
2003年5月，在日本国奥队与缅甸国奥队的两场交锋中，身披10号球衣的松井大辅攻进了日本国奥队冲击2004年雅典奥运会的第一个进球。
2003年6月22日，在2003年联合会杯日本对哥伦比亚的比赛中，松井大辅首次代表日本国家足球队上场。
2005年10月11日，在日本对安哥拉的比赛中，松井大辅攻入自己的国际比赛首球。
2006年，松井大辅没能入选2006年世界杯日本队阵容。
2011年，松井大辅代表日本国家足球队获得2011年亚洲杯冠军。

## 個人生活
松井大辅之前离过一次婚，原来的妻子叫晶子，大松井大辅4岁，两人2002年结婚。
松井大辅的妻子加藤罗莎是日本女演员及模特儿，加藤罗莎的父亲是意大利人，母亲是日本人。
2011年6月22日，加藤罗莎26岁生日这天，加藤罗莎与松井大辅两人办理了结婚登记，正式成为夫妇。

## 外部連結
- 松井大輔 – FIFA國際賽競賽紀錄 (存檔)
- 松井大輔在 National-Football-Teams.com 上的出场纪录
- Japan National Football Team Database （页面存档备份，存于）
- 日本職業足球聯賽中的松井大輔 （日語）
- 官方网站 （日語）
- 90minut.pl网站上松井大輔的资料（波兰語）
- AS Saint-Étienne Player Profile （页面存档备份，存于） （法語）
- Rising Sun News profile （页面存档备份，存于）
- Official site （页面存档备份，存于） （日語）
- Le Mans 72 official team profile （页面存档备份，存于） （法文）
- Rising Sun News profile （页面存档备份，存于）
- National Football Teams （页面存档备份，存于）